# I Am the Weapon
«I Am the Weapon» -en español: «Yo soy el arma»- es una canción grabada por la banda de rock canadiense Three Days Grace para su séptimo álbum de estudio Explosions. Fue lanzado el 27 de septiembre de 2022 como el tercer sencillo. La canción alcanzó el puesto número cuatro en la lista Billboard Mainstream Rock.

## Antecedentes y composición
"I Am the Weapon" fue escrita por Matt Walst, Brad Walst, Barry Stock, Neil Sanderson y Simon Wilcox, mientras que la producción estuvo a cargo de Howard Benson. La canción trata sobre "la noción de que la juventud es robada a generaciones inferiores a la nuestra". El cantante principal Matt Walst declaró:

"Los niños no pueden vivir como deberían. Brad [Walst] ve a sus hijos pasar por eso en comparación con cuando éramos niños; sería muy difícil no poder salir con tus amigos y es psicológicamente perjudicial, por lo que esta pandemia ha hecho pasar a la gente".

La pista corre a 119 BPM y está en la tonalidad de do menor.

## Video musical
El video musical de "I Am the Weapon" se lanzó el 8 de noviembre de 2022. El video musical contiene imágenes del grupo tocando en vivo durante su "Explosions Tour".

## Créditos
Three Days Grace
- Matt Walst - Voz líder, guitarra rítmica
- Barry Stock - Guitarra líder
- Brad Walst - Bajo
- Neil Sanderson - Batería